# 기타사쿠군

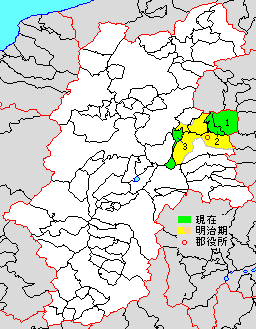
기타사쿠 군의 위치

기타사쿠군(일본어: 北佐久郡, きたさくぐん)은 일본 나가노현의 군이다.
인구 36,312명, 면적 214.82km², 인구밀도 169명/km².(2025년 3월 1일, 추계인구)
이하 3정으로 구성된다.
- 가루이자와정(軽井沢町)
- 다테시나정(立科町)
- 미요타정(御代田町)

## 군역
1879년 행정 구역으로 출범 당시의 군역은 위의 3정 외에 아래 구역에 해당한다.
- 고모로시의 대부부
- 사쿠시의 일부
- 도미시의 일부

## 역사
- 1879년 1월 4일 - 군구정촌 편제법이 나가노현에서 이행되면서 사쿠군의 일부 구역으로 기타사쿠군이 발족.

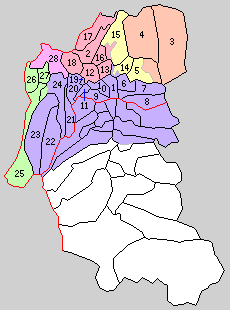
1.이와무라다정 2.고모로정 3.히가시나가쿠라촌 4.니시나가쿠라촌 5.고카촌 6.히라네촌 7.미쓰이촌 8.시가촌 9.다카세촌 10.나카사토촌 11.나카쓰촌 12.미쓰오카촌 13.미나미오이촌 14.미요타촌 15.오누마촌 16.기타오이촌 17.오사토촌 18.가와베촌 19.고로베에신덴촌 20.미나미미마키촌 21.후세촌 22.가스가촌 23.교와촌 24.모토마키촌 25.아시다촌 26.요코토리촌 27.미쓰와촌 28.기타미마키촌 (보라:사쿠시 빨강:고모로시 분홍:도미시 등색:가루이자와정 노랑:미요타정 녹색:다테시나정)

- 1889년 4월 1일 - 정촌제 시행으로, 아래의 정촌이 발족. 따로 적은 경우 외는 현 사쿠시.(2정 26촌)
  - 이와무라다정(岩村田町)
  - 고모로정(小諸町): 현 고모로시
  - 히가시나가쿠라촌(東長倉村): 현 가루이자와정
  - 니시나가쿠라촌(西長倉村): 현 가루이자와정
  - 고카촌(伍賀村): 현 미요타정, 가루이자와정
  - 히라네촌(平根村)
  - 미쓰이촌(三井村)
  - 시가촌(志賀村)
  - 다카세촌(高瀬村)
  - 나카사토촌(中佐都村)
  - 나카쓰촌(中津村)
  - 미쓰오카촌(三岡村): 현 고모로시
  - 미나미오이촌(南大井村): 현 고모로시
  - 미요타촌(御代田村): 현 미요타정, 사쿠시
  - 오누마촌(小沼村): 현 미요타정, 고모로시
  - 기타오이촌(北大井村): 현 고모로시
  - 오사토촌(大里村): 현 고모로시
  - 가와베촌(川辺村): 현 고모로시
  - 고로베에신덴촌(五郎兵衛新田村)
  - 미나미미마키촌(南御牧村)
  - 후세촌(布施村)
  - 가스가촌(春日村)
  - 교와촌(協和村)
  - 모토마키촌(本牧村)
  - 아시다촌(芦田村): 현 다테시나정
  - 요코토리촌(横鳥村): 현 다테시나정
  - 미쓰와촌(三都和村): 현 다테시나정
  - 기타미마키촌(北御牧村): 현 도미시
- 1923년 8월 1일 - 히가시나가쿠라촌이 정제 시행과 개칭으로 가루이자와정(軽井沢町)이 됨.(3정 25촌)
- 1942년 5월 8일 - 니시나가쿠라촌이 가루이자와정에 편입.(3정 24촌)
- 1954년
  - 2월 1일 - 고모로정·기타오이촌·오사토촌·가와베촌이 합병하여, 새로이 고모로정이 발족.(3정 21촌)
  - 4월 1일(3정 18촌)
    - 고모로정·미쓰오카촌·미나미오이촌이 합병하여, 고모로시(小諸市)가 발족, 군에서 이탈.
    - 모토마키촌이 정제 시행으로 모토마키정(本牧町)이 됨.

  - 12월 20일 - 이와무라다정·히라네촌·다카세촌·나카사토촌이 합병하여, 아사마정(浅間町)이 발족.(3정 15촌)
- 1955년
  - 1월 15일 - 나카쓰촌·고로베에신덴촌·미나미미마키촌이 합병하여, 아사시나촌(浅科村)이 발족.(3정 13촌)
  - 2월 1일 - 미쓰이촌·시가촌이 합병하여, 히가시촌(東村)이 발족.(3정 12촌)
  - 4월 1일 - 아시다촌·요코토리촌·미쓰와촌이 합병하여, 다테시나촌(立科村)이 발족.(3정 10촌)
- 1956년
  - 7월 1일 - 다테시나촌의 일부가 스와군 지노정에 편입.
  - 9월 30일 - 미요타촌·오누마촌·고카촌이 합병하여, 미요타정(御代田町)이 발족.(4정 7촌)
- 1957년 2월 1일 - 미요타정의 일부가 가루이자와정, 일부가 아사마정, 일부가 고모로시에 편입.
- 1958년 10월 1일 - 다테시나촌이 정제 시행으로 다테시나정(立科町)이 됨.(5정 6촌)
- 1959년
  - 4월 1일 - 가루이자와정의 일부가 미요타정에 편입.
  - 8월 1일 - 모토마키정·후세촌·가스가촌·교와촌이 합병하여, 모치즈키정(望月町)이 발족.(5정 3촌)
- 1960년 4월 15일 - 모치즈키정의 일부가 다테시나정에 편입.
- 1961년 4월 1일 - 아사마정·히가시촌이 미나미사쿠군 노자와정·나카고미정과 합병하여 사쿠시(佐久市)가 발족, 군에서 이탈.(4정 2촌)
- 2004년 4월 1일 - 기타미마키촌이 지사가타군 도부정과 합병하여 도미시(東御市)가 발족, 군에서 이탈.(4정 1촌)
- 2005년 4월 1일 - 모치즈키정·아사시나촌이 사쿠시·미나미사쿠군 우스다정과 합병하여, 새로이 사쿠시가 발족, 군에서 이탈.(3정)

## 같이 보기
- 사쿠군
- 미나미사쿠군